# Tazzjana Bojka
Tazzjana Bojka (belarussisch Таццяна Бойка, engl. Transkription Tatsyana Boyka; geborene Tazzjana Schljachto, belarussisch Таццяна Шляхто; * 24. November 1955 in Witebsk) ist eine ehemalige belarussische Hochspringerin und Verfassungsrichterin.  
1976 wurde sie Sechste bei den Olympischen Spielen in Montreal, und 1977 gewann sie Bronze bei der Universiade. 1976 (mit ihrer persönlichen Bestleistung von 1,90 m) sowie 1977 wurde sie Sowjetische Meisterin und 1977 Sowjetische Hallenmeisterin.
Von 1992 bis 1997 lehrte sie an der Belarussischen Staatlichen Universität. Seit Januar 1997 gehört sie zum Belarussischen Verfassungsgericht.
Im Gefolge von drastischen Maßnahmen gegen die Proteste in Belarus ab 2020 wurde ihr die Einreise in die baltischen Staaten 2020 verboten.